# Wiedauwkaaibrug
De Wiedauwkaaibrug, Wiedauwkaaispoorbrug, Voorhavenbrug of Muidespoorbrug is een spoorweg-draaibrug aan het Muidegebied in Gent. Erover lopen de spoorlijnen 58 en 55 (2 sporen). De Wiedauwkaaibrug is een belangrijke schakel voor de spoorverbinding tussen Gent-Dampoort en Eeklo, via Wondelgem. Ook het goederenvervoer gebruikt deze draaibrug om Gent te verbinden met Zelzate, Terneuzen en het Kluizendok.

## De eerste brug (c.1873-c.1887)
De eerste brug werd gebouwd in of kort voor 1873 bij de aanleg van het oosterringspoor. Deze spoorlijn verbond het station Gent-Zuid via het station Gent-Eeklo (het latere station Gent-Dampoort) met het goederenstation Gent-Rabot, gebouwd in 1873. Om het Rabot te bereiken moest het oosterringspoor het kanaal Gent-Terneuzen kruisen. Daarom werd deze metalen spoorbrug gebouwd. Hij bestond uit een draaiend gedeelte en een vast gedeelte. Op de rechteroever (kant Muide) werd ook een bakstenen sluiswachtershuis gebouwd volgens het typische model met twee kleine trapgeveltjes in een traditionele stijl.

## De tweede brug (c.1887-1918)
Al in of kort voor 1887 werd deze eerste brug vervangen door een tweede exemplaar. Dat was nodig voor de verbreding van het kanaal Gent-Terneuzen, de aanleg van de Voorhaven (ten noorden van de brug) en het Tolhuisdok (ten zuiden). Het sluiswachtershuis werd hierbij afgebroken. In november 1918 wordt de brug opgeblazen door het Duitse bezettingsleger in een (vergeefse) poging om de opmars van de Geallieerde legers te stuiten.

## De derde brug (1918-1926)
Na afloop van de Eerste Wereldoorlog werd een noodbrug met één spoor aangelegd op de pijlers die intact gebleven waren. De bouwwerken werden uitgevoerd tussen juni en november 1919.

## De vierde brug (1926-2008)
De definitieve brug kwam er in 1926, opnieuw op de oude pijlers uit 1873. In 1940 werd het draaiend gedeelte van de brug opgeblazen, maar tijdens of na de oorlog terug opgebouwd. In 1996 werd de spoorwegbrug beschermd als monument.

## De vijfde brug (2008-nu)
Omdat er tussen Gent-Dampoort en Wondelgem nog veel gelijkvloerse overwegen zijn, is men lange tijd van plan geweest spoorlijn 58 in het Muidegebied op te hogen. Dit talud zou voor de Wiedauwkaaibrug de sloop betekend hebben. De plannen om spoorlijn 58 op niveau +1 te brengen zijn echter weer van de baan wegens te hoge kosten.
Als alternatief werd de constructie in 2008 volledig vervangen door een nieuwe, identieke draaibrug gebouwd door Victor Buyck Steel Construction. De kosten voor deze ingrijpende vervanging bedroegen 6,4 miljoen euro.
Vroeger was de technische maximumsnelheid over de brug 40km/h. Over de nieuwe brug is het theoretisch mogelijk 80km/h te rijden. Dit gebeurt echter nog niet omdat de spoorstroomloop van de nabijgelegen overwegen nog niet is aangepast.
De brug beschikt ook over een pad voor voetgangers, dat bij de vervanging in 2008 echter niet verbreed werd. Deze verbinding was ondertussen ook deel gaan uitmaken van de door de Stad aangelegde fietsroute Westerringspoor - Muide, deel van fietssnelweg F400. In de jaren 2010 zijn er echter geldige verbodsborden voor fietsers gezet. In 2021 ontstond ophef omdat de politie deze doorgang even effectief afsloot.

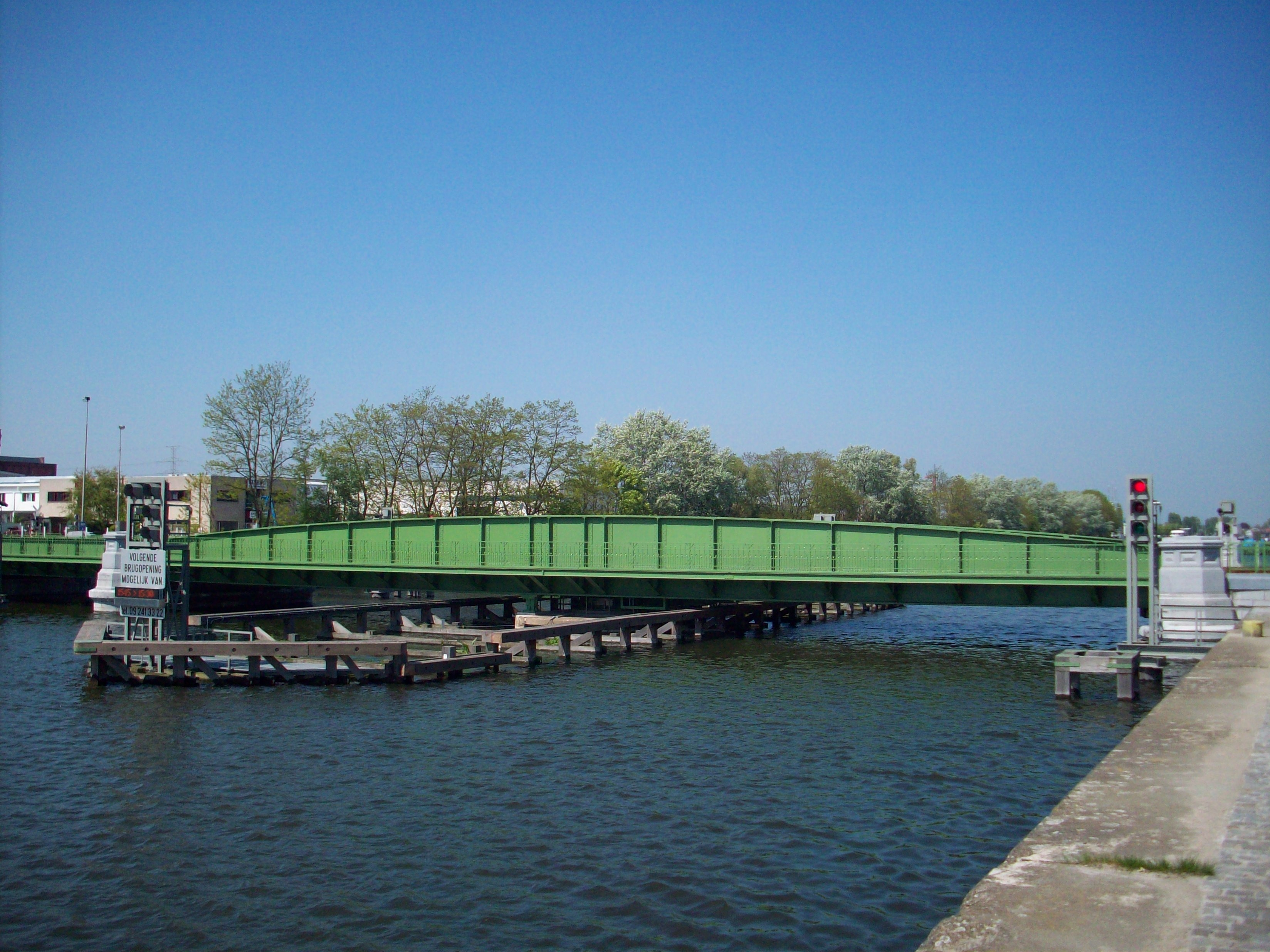
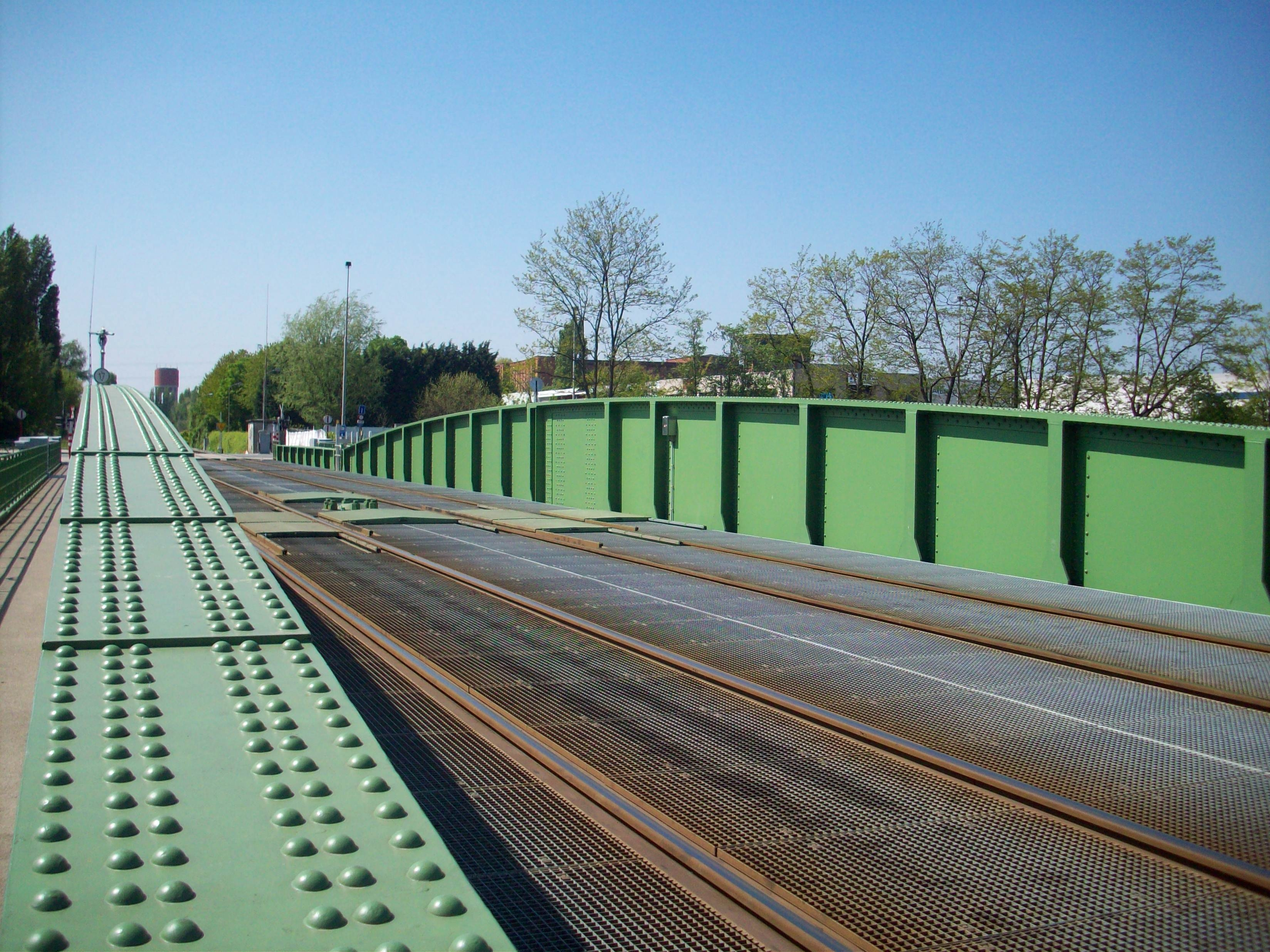
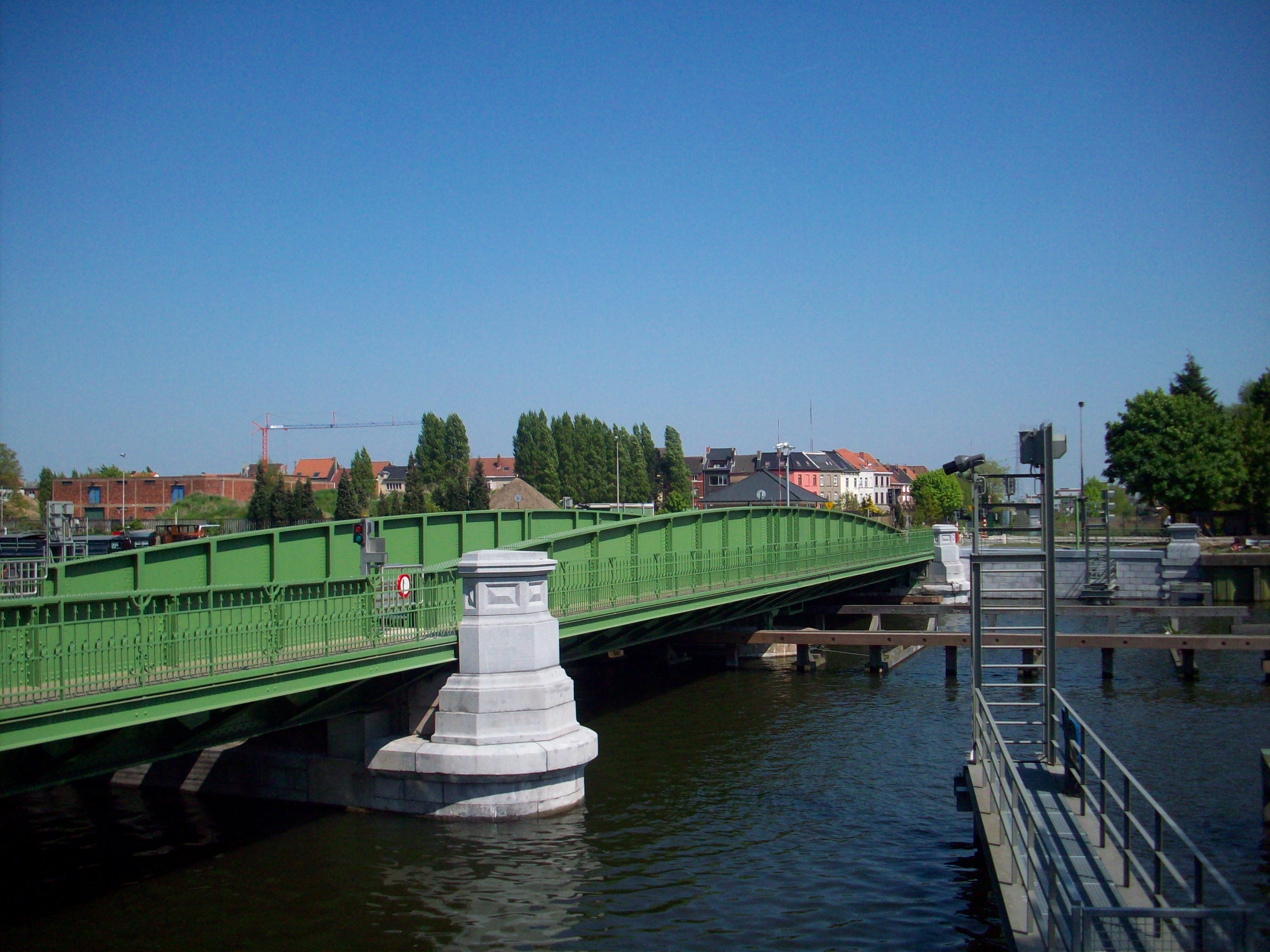
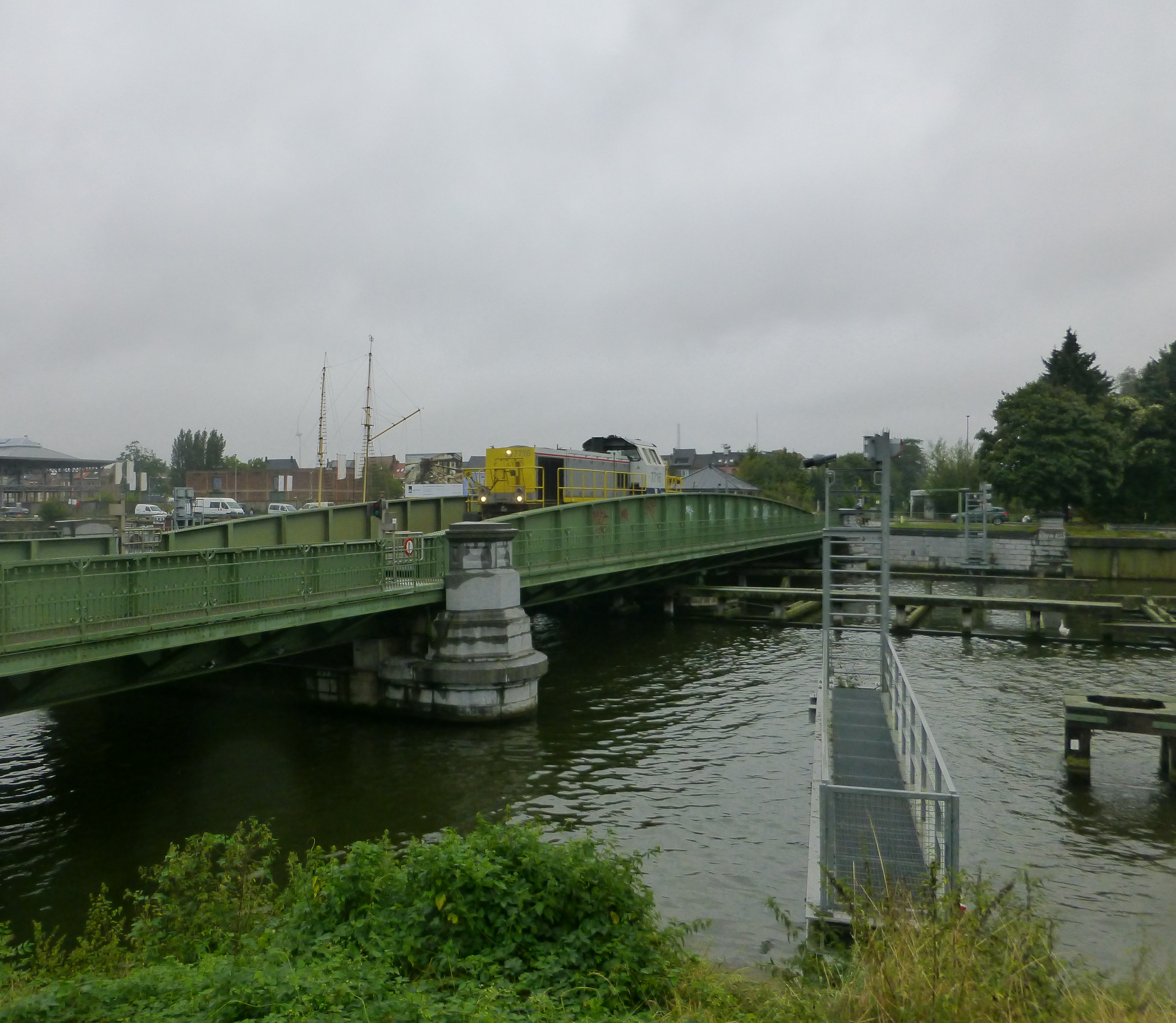

Academiebrug · Albertina Sisulubrug · André Denysbrug · Appelbrug · Asselsbrug · Bargiebrug · Bataviabrug · Bavobrug · Beekstraatbrug · Blaarmeersenbrugbrug · Brug der Keizerlijke Geneugten · Brugsevaartbrug · Buchtenbrug · Buchtenspoorbrug · Calcuttabrug · Charles Marcellisbrug · Contributiebrug · Dampoortbrug · Destelbergenbrug · Drongenbrug · Ekkergembrug · Emiel Clausbrug · Europabrug · Eversteinbrugbrug · Eversteinspoorbrug · Ferdinand Lousbergsbrug · François Laurentbrug · Fransevaartbrug · Gaardeniersbrug · Gasmeterbrug · Gebroeders Van Eyckbrug · Gentbruggebrug · Goedingebrug · Grasbrug · Griendijkbrug · Groendreefbrug · Groene Valleibrug · Groot-Brittanniëbrug · Grootdokbrug · Guldenmeersbrug · Heernisspoorbrug · Heinakkerbrug · Hoofdbrug · Hospitaalbrug · Hundelgembrug · Hutsepotbrug · Industriebrug · Jan Palfijnbrug · John Kennedybrug · Jozef Ghuislainbrug · Kaaksmetebrug · Kappebrug · Keizerbrug · Keizerviaduct · Ketelbrug · Klaverbladbrug · Koning Albertbrug · Koning Willembrug · Krommewalbrug · Langerbruggebrug · Leiebrug · Lievebrug · Louisa d'Havébrug · Maaltebrug · Malemvoetbrug · Mariakerkebrug · Matadibrug · Meierijbrug · Melkhambrug · Mendonkbrug · Merelbekebrug · Meulestedebrug · Minnemeersbrug · Moskoubrug · Muidebrug · Muinkbrug · Napoleon de Pauwbrug · Nieuwbrug · Nieuwebosbrug · Nieuwekalebrug · Nieuwescheldebrug · Nieuwevaartbrug · Oktrooibrug · Onthoofdingsbrug · Ottergembrug · Oudescheldebrug · Parkbosbruggen · Pontbrug · Predikherenbrug · Rabotbrug · Recolettenbrug · Rietkenbrug · Rozemarijnbrug · Sint-Agnetebrug · Sint-Antoniusbrug · Sint-Denijsbrug · Sint-Jorisbrug · Sint-Lievensbrug · Sint-Lievensviaduct · Sint-Martinusbrug · Sint-Michielsbrug · Skaldenbrug · Slachthuisbrug · Snepbrug · Snepdijkbrug · Snepvoetbrug · Spanjeveerbrug · Stropbrug · Stropspoorbrug · Ter Platenbrug · Theresianenbrug · Tolhuisbrug · Tweegatenbrug · Verapazbrug · Verlorenkostbrug · Viaduct van Gentbrugge · Visserijkombrug · Vleeshuisbrug · Voorhavenbrug=Wiedauwkaaibrug · Waalbrug · Walpoortbrug · Warmoezeniersbrug · Watermolenbrug · Westerringspoorbrug · Wijdenaardbrug · Wondelgembrug · Zoé Borluutbrug · Zomerweibrug · Zuiderlaanbrug · Zuivelbrug · Zwijnaardebrug · Zwijnaardekanaalbrug · Zwijnaardekasteelbrug